# La Robe du temps
La Robe du temps es una película de 2008 de Níger dirigida por Malam Saguirou, cuyos documentales han ganado varios premios internacionales.

## Sinopsis
En Zinder, la segunda ciudad más grande de Níger, Ousseini es el joven jefe de la muy tradicional Hermandad de Carniceros. Al tratar de desarrollar un canal para exportar carne de su región, se enfrenta a otro desafío; debe legitimar su papel recientemente adquirido como jefe tradicional y, al mismo tiempo, hacer valer su papel de innovador. El director del filme sigue al joven Ousseini en sus esfuerzos. Su película resume los problemas que enfrentan los jóvenes emprendedores y ofrece una lección de economía práctica.

## Producción
Saguirou asistió al Berlinale Talent Campus en Berlín en 2006. La película fue seleccionada ese año como proyecto documental de la Berlinale. La película fue una coproducción entre Dangarama de Níger y Adalios de Francia. Como ocurre con la mayoría de las películas realizadas en Níger, el director se vio obligado a ser su propio productor. El Fonds francophone de production audiovisuelle du Sud, que ayuda a los cineastas de la región francófona del sur, ayudó con la producción.

## Proyecciones del festival
La película se presentó en el festival Lumières d'Afrique de noviembre de 2008 en Besançon, Francia. Se mostró en el Festival de Cine Africano de Córdoba, España. También se presentó en el Festival «Lagunimages» de 2009, que se celebra en Cotonú, Benín, cada dos años desde 2000. El festival exhibe principalmente obras audiovisuales africanas y proporciona un foro para el intercambio de información entre sus creadores e inversores potenciales. La película se proyectó nuevamente en el Festival Internacional de Cine de Amiens de 2009 y en el tercer Festival Ciclo de Cine por la Paz en las Bellas Artes de Madrid.